# يو أس أس بادل
يو أس أس بادل (أس اس-263) ، غواصة من فئة جاتو، كانت غواصة تابعة للبحرية الأمريكية تحمل اسم سمكة بادل.
تم وضعها في 1 مايو 1942 بواسطة Electric Boat Co.، Groton، Connecticut؛ أطلقت في 30 ديسمبر 1942؛ برعاية السيدة جولداي فشتيلر، زوجة قائد العمليات البحرية الأدميرال وليام فشتيلر لاحقًا؛ بتكليف في لندن الجديدة في 29 مارس 1943، الملازم أول روبرت.

## جوائز
حصلت الغواصة على ثمانية نجوم المعركة لخدماتها في الحرب العالمية الثانية. تم تصنيف دورياتها السبع الأولى «ناجحة».

## روابط خارجية
- Photo gallery